# Евальт, Олле
О́лле Е́вальт (швед. Olle Gewalt; 1 февраля 1921 — 1985) — шведский кёрлингист.
В составе мужской сборной Швеции по кёрлингу участник чемпионата мира 1966 (заняли четвёртое место). Чемпион Швеции среди мужчин.
Играл на позиции третьего.
Вне кёрлинга работал инженером-конструктором.

## Достижения
- Чемпионат Швеции по кёрлингу среди мужчин: золото (1966).

## Команды
| Сезон   | Четвёртый  | Третий      | Второй      | Первый          | Турниры                      |
| ------- | ---------- | ----------- | ----------- | --------------- | ---------------------------- |
| 1965—66 | Ларс Драке | Олле Евальт | Уве Ингельс | Свен Фрюксениус | ЧШМ 1966 · ЧМ 1966 (4 место) |

(скипы выделены полужирным шрифтом)